# Meridianville, Alabama
Meridianville je nevključeno naselje in cenzusno določen kraj, ki se nahaja v okrožju Madison v ameriški zvezni državi Alabama.
Leta 2000 je naselje imelo 4.117 prebivalcev na 40,6 km².